# Новоселяни (дем Кукуш)
Новоселяни или Еникьой, Йеникьой (на гръцки: Ελευθεροχώρι, Елефтерохори, катаревуса Ελευθεροχώριον, Елефтерохорион, до 1927 година Γενή Κιόι, Еникьой) е село в Егейска Македония, Гърция, дем Кукуш, област Централна Македония с 247 жители (2001).

## География
Селото е разположено на 17 километра северно от Кукуш (Килкис).

## История

### В Османската империя
В XIX век Новоселяни е българско село в каза Аврет Хисар (Кукуш) на Османската империя. Според статистиката на Васил Кънчов („Македония. Етнография и статистика“) в 1900 година Новоселяни има 125 жители българи.
Християнското население на селото е под върховенството на Българската екзархия. По данни на секретаря на Екзархията Димитър Мишев („La Macédoine et sa Population Chrétienne“) в 1905 година в Новоселяни (Novosseliani) има 176 българи екзархисти и в селото работи българско училище с 1 учител и 52 ученици.

### В Гърция
Селото остава в Гърция след Междусъюзническата война. Населението му се изселва в България и на негово място са настанени гърци бежанци. През 1926 години селото е прекръстено на Елевтерохори. В 1928 година селото е изцяло бежанско с 66 семейства и 182 жители бежанци.

## Личности
Починали в Новоселяни
- Александър Райнов Георгиев, български военен деец, поручик, загинал през Междусъюзническа война[6]